# Bataille d'al-Rukn
Conflits algéro-chérifiens
Batailles
La bataille d'al-Rukn a lieu a l'est de Fès, au Maroc, en mars 1576. Elle oppose Abu Marwan Abd al-Malik, un prétendant, qui entre au Maroc avec une armée dirigée par Ramaḍān Pas̲h̲a et le camp Saadien mené par le sultan Muhammad al-Mutawakkil.

## Contexte
L'expédition ottomane de mars 1576 intervient à la suite du décès du sultan Abdallah al-Ghalib, dans le cadre de l'appui turc au prétendant saadien Abu Marwan Abd al-Malik et à son frère –le futur sultan– Ahmad, tous deux réfugiés dans l'Empire ottoman depuis 1574, face au sultan en place Muhammad al-Mutawakkil.
Le conflit lié à la succession d'al-Ghalib est dû à la prise de pouvoir par al-Mutawakkil, son fils, tandis que les règles de succession établies accordent la primauté aux aînés parmi les dynastes, dans ce cas Abd al-Malik, frère cadet d'al-Ghalib.

## Forces en présence
Parti depuis la régence d'Alger, le contingent ottoman, comptabilisant environ 10 000 soldats principalement composé de turcs, et de mercenaires kabyles zouaoua,, a été constitué sur ordre du Calife ottoman Mourad III et était commandé par Ramadan Pacha, officiant alors en tant que gouverneur par intérim de la Régence en l'absence de Uluç Ali.
Du côté opposé, le contingent d'Al-Mutawakkil comptabilise de 25 000  à   30 000 hommes, dont 1 800 arquebusiers, ainsi que 36 canons.

## Déroulement
Les deux armées entrent en confrontation à un lieu-dit « al-Rokn » ou « er-Rokn », à l'est de Fès. Du peu d'informations qui ont été rapportées de la bataille par les historiens, le revirement du contingent andalou de l'armée d'al-Mutawakkil, qui constituait l'épine dorsale de son infanterie, représente un facteur décisif. 
Combiné à la puissance de feu des janissaires du camp qu'il rejoint, le contingent andalou fait pencher l'équilibre des forces en faveur du camp d'Abd al-Malik.
Fuyant le champ de bataille après avoir assisté, impuissant, au changement de camp du contingent andalou, Al-Mutawakkil s’arrête à Fès afin d'emporter argent et objets de valeur, avant de fuir vers les environs de Rabat puis vers Marrakech.

## Conséquences
À l'issue de la bataille, Abd al-Malik entre victorieux à Fès, sans rencontrer de résistance, puis reconnait le sultan Ottoman Mourad III en tant que Calife en faisant prononcer la prière en son nom, avant de négocier le retrait des troupes ottomanes en échange d'une grosse somme d'or.
Abd al-Malik ayant accédé au pouvoir, il réorganise son armée selon le modèle ottoman et conserve un corps militaire turc en son sein. Cependant, aussitôt les janissaires turcs repartis, Abd al-Malik revient sur sa reconnaissance du Califat ottoman. 
Entretenant dans un premier temps de bons rapports avec la Sublime Porte, Abd al-Malik conserve néanmoins l'indépendance marocaine envers l'Empire Ottoman et maintient des relations diplomatiques avec les Espagnols dans le but de la garantir,.
La présence militaire turque au Maroc constituant une menace envers le Portugal, plus spécialement ses possessions sur les côtes marocaines (Mazagan, Tanger et Ceuta), c'est vers le roi portugais Sébastien Ier que le sultan déchu Al-Mutawakkil se tourne afin de solliciter une aide militaire, dans le but de reconquérir le pouvoir. Cela conduit à la bataille des Trois Rois en 1578.